# Манси, Фрэнк Эндрю
Фрэнк Э́ндрю Ма́нси (англ. Frank Andrew Munsey; 21 августа 1854, Мерсер, штат Мэн — 22 декабря 1925, Нью-Йорк) — американский издатель, писатель и предприниматель, владелец нескольких периодических изданий, основатель pulp-журнала Argosy.
Получил образование в государственных школах и первоначально открыл продуктовую лавку, но разорился и позже работал оператором телеграфа в Огасте, Мэн. В 1882 году переехал в Нью-Йорк и основал The Golden Argosy, журнал для детей, позже изменив его название на The Argosy и переориентировав на взрослую аудиторию. В 1889 году основал издание Munsey's Weekly, два года спустя превратил его в Munsey's Magazine — первый ежемесячный журнал подобного класса, продававшийся за доступную цену в 10 центов, — став, таким образом, фактически пионером в издании дешёвых журналов.
Манси также основал издания The All-Story Weekly (1904) и The Railroad Man's Magazine (1906), приобрёл издания The Baltimore News (1908), The New York Press (1912) и газету The Sun — как утреннее, так и вечернее её издания (1916). Затем интегрировал Press в Sun. В 1920 году купил у распорядителей собственности Джеймса Гордона Беннетта нью-йоркскую Evening Telegram и The New York Herald вместе с её парижским изданием. Он объединил Herald и утреннюю Sun под названием  The Sun and The New York Herald, но в октябре 1920 года изменил название на The New York Herald, одновременно продолжая выпуск вечерней газеты под названием The Sun, и, таким образом, удержал за собой два имени, известных в американской журналистике.
Манси был членом множества различных американских клубов и, помимо издательской деятельности, написал несколько романов: «Afloat in a Great City» (1887); «The Boy Broker» (1888); «A Tragedy of Errors» (1889); «Under Fire» (1890); «Derringforth» (1894).